# Avenida Higienópolis
A Avenida Higienópolis, localizada no bairro de mesmo nome, é uma das vias mais importantes do distrito da Consolação, em São Paulo. A via, fundamentalmente residencial, abriga diversas construções de valor histórico e arquitetônico, além de importantes instituições de ensino e centros comerciais.